# Rana tłuczona
Rana tłuczona (łac. Vulnus contusum) – rana powstała w następstwie urazu zadanego z dużą siłą narzędziem tępym lub tępokrawędzistym, jako skutek upadku lub uderzenia przez pojazd mechaniczny.
Rana tłuczona może dotyczyć skóry jak i narządów wewnętrznych.
Rana tłuczona skóry zwykle posiada nierówne brzegi, otarte z naskórka, nieregularny kształt. Widoczne są uszkodzenia otaczających tkanek tj. krwiak, stłuczenie, obrzęk. W dnie rany widoczne są mostki tkankowe zbudowane z m.in. włókien sprężystych, nerwów, naczyń krwionośnych. Rany tego typu powstają najczęściej w miejscach wyniosłości kostnych (np. na głowie, na piszczeli).